# Zespół Kleinego-Levina
Zespół Kleinego-Levina – zespół objawów, na który składają się napady żarłoczności (hiperfagia) i pobudzenia seksualnego z naprzemiennie występującymi okresami nadmiernej senności. Zespół dotyczy głównie chłopców w okresie dorastania.

## Etiologia
W rozwoju zespołu rozważa się zaburzenie czynności podwzgórza lub ogniskami uszkodzenia w osi podwzgórze-przysadka. Opisywane były przypadki po urazach głowy i zapaleniach mózgu o różnej etiologii.

## Objawy
- okresowa hipersomnia w postaci nieregularnych epizodów nasilonej senności (powyżej 18 godzin dziennie), trwająca kilka dni do kilku tygodni – tzw. syndrom śpiącej królewny[1],
- żarłoczność – manifestuje się w stanie czuwania,
- pobudzenie seksualne – nadmierna aktywność i odhamowanie prowadzące do czynności rozładowujących napięcie seksualne,
- zaburzenia nastroju – napady złości, drażliwość, agresja,
- zaburzenia świadomości, niekiedy omamy, urojenia, osłabienie pamięci i zaburzenia koncentracji uwagi.

Napady mogą nawracać w odstępach kilkumiesięcznych, a w większości przypadków zespół ma tendencję do samoistnego ustępowania.

## Eponim
Nazwa zespołu pochodzi od Williego Kleinego i Maxa Levina.